# Chlorophytum recurvifolium
Chlorophytum recurvifolium är en sparrisväxtart som först beskrevs av John Gilbert Baker, och fick sitt nu gällande namn av C. Archer och Shakkie Kativu. Chlorophytum recurvifolium ingår i släktet ampelliljor, och familjen sparrisväxter. Inga underarter finns listade i Catalogue of Life.